# 紫辫鱼
紫辫鱼（学名：Ateleopus purpureus），又名紫軟腕魚、軟腕魚，为辫鱼科辫鱼属的鱼类。分布于日本以及东海、南海等海域，棲息深度100-600公尺，為深海魚類，體長可達70公分。该物种的模式产地在日本。
其种加词“Purpureus”意为“紫色的”。